# فريجيز كوراني
فريجيز كوراني (بالمجرية: Korányi Frigyes)‏ هو طبيب باطني وطبيب وأستاذ جامعي مجري، ولد في 20 ديسمبر 1828 في Nagykálló ‏ في المجر، وتوفي في 13 مايو 1913 في بودابست في المجر.